# Мерзекан, Шаабан
Шаабан Мерзекан (фр. Chaâbane Merzekane 8 марта 1959, Хуссейн Дей, Алжир) — алжирский футболист, ныне тренер, играл на позиции защитника.
Шаабан Мерзекан попал в заявку сборной Алжира на Чемпионате мира 1982 года в Испании. Мерзекан сыграл все 3 матча Алжира на этом турнире без замен против сборных ФРГ, Австрии и Чили.
В 2011 году Мерзекан был назначен главным тренером родного для него клуба «НА Хуссейн Дей»

## Достижения
- 2-е место на Кубке африканских наций 1980
- Участник Чемпионата мира 1982